# Janez Kanoni
Janez Kanoni - Ivan, Žan, slovenski zdravnik-psihiater, partizan, častnik in prvoborec, * 1904, Vordernberg, Leoben, Avstrija, † 1977, Ljubljana, Slovenija.

## Življenje
Janez Kanoni se je rodil v železarsko rudarskem mestecu Vordernberg pri Leobnu. Njegov oče je bil strojevodja in družina se je mnogokrat selila po mestih nekdanje Avstro - Ogrske države. Ljudsko šolo je končal v Šiški, ki je bila tisti čas predmestje Ljubljane, nižjo in klasično gimnazijo pa je obiskoval v Ljubljani. Po opravljeni maturi 1924 se je vpisal na Medicinsko fakulteto Univerze v Ljubljani, ki pa takrat še ni bila popolna. Po opravljenih štirih semestrih se je odpravil v Zagreb in tam leta 1929 promoviral.  Kot zdravniški pripravnik se je najprej zaposlil v bolnišnici Golnik, zatem pa v psihiatrični bolnišnici Novo Celje. Študij psihiatrije je v letih 1933 - 1935 izpopolnjeval na kliniki Hôpital La Pitié-Salpêtrière v Parizu, kjer je specializiral socialno psihiatrijo in na psihiatričnem inštitutu Družbe cesarja Viljema v Münchnu (1937 - 1938). Tam sta bila njegova mentorja znamenita psihiatra tistega časa, Kurt Schneider in Ernst Rüdin. Na tem inštitutu je pri Oswaldu Bumkeju, direktorju Psihiatrične klinike, specializiral psihopatologijo in dednostno biologijo - evgeniko. V dogovoru s svojim slovenskim mentorjem, prvim profesorjem psihiatrije na Univerzi v Ljubljani, Alfredom Šerkom, pa je leta 1937 spisal znanstveni elaborat, v katerem je zaobjel sintezo biologističnega, t. i. Freudovega nauka ter socialnega, t. i. Adlerjevega nauka.

### Narodnoosvobodilna vojna
Ko je aprila 1941 Ljubljana postala središče italijanske okupacijske oblasti, je bil Kanoni že primarij v Bolnišnici za duševne in živčne bolezni Studenec pri Ljubljani. Po navodilih vodstva Rajonskega odbora KPS za teren Devica Marija v Polju, je v bolnišnici z vednostjo takratnega ravnatelja Franca Gerloviča organiziral potrebne pogoje za delovanje t. i. varnega oddelka, v katerem je bilo nekaj postelj namenjenih za aktiviste OF in ranjene partizane. Z ustanovitvijo prvih partizanskih enot pa je bil imenovan za vodjo sanitetnega odbora OF za teren Polje, Studenec, Vevče in Slape. 5. avgusta 1942 je bil zaradi izdaje aretiran in poslan v internacijo na otok Rab, od tam pa v zloglasno ječo v Koper. Po kapitulaciji Italije je bil sprva sanitetni referent 1. istrske brigade, nato pa z dekretom GŠ POS imenovan za upravnika SVPB - Snežnik. Po končani veliki nemški ofenzivi se je moral zglasiti na Stražnjem vrhu nad Črnomljem kjer je bila t. i. Baza 24 in tam je bil imenovan za sanitetnega referenta zaščitne enote pod  poveljstvom Ivana Mačka - Matije.
Bil je dvakrat poročen in imel štiri otroke. 2012 je njegov sin Črt Kanoni po očetovih dnevnikih in svojih spominih napisal knjigo Moj oče, psihiater Kanoni (COBISS)

## Delo
Po drugi svetovni vojni je bil dr. Janez Kanoni imenovan za izrednega profesorja psihiatrije na Medicinski fakulteti v Ljubljani, s posebnim dekretom pa še za direktorja bolnišnice za duševne in živčne bolezni Ljubljana - Polje in glavnega inšpektorja za psihiatrijo za takratno LR Slovenijo. Kanoni je bil tudi prvi predavatelj forenzične psihiatrije na pravni fakulteti v Ljubljani in predavatelj klinične psihologije na Filozofski fakulteti v Ljubljani ter zaželen predavatelj socialne psihologije na ljudskih univerzah. Svoj pogled na nadaljnji razvoj sodobne psihiatrije je predstavil na prvem povojnem mednarodnem simpoziju v Švici, Bern 1949 in s tezami o odprtosti psihiatrije požel precejšnje zanimanje kolegov iz drugih evropskih držav. Vabili so ga na tuje inštitute in fakultete, kjer je predstavljal vizijo psihiatričnih ustanov jutrišnjega dne. Močno vpet v delo Inštituta za kriminologijo pri Pravni fakulteti v Ljubljani  se je leta 1957 lotil znanstvenega dela z naslovom Dialektika v psihopatologiji in psihiatrični vidiki v kriminologiji in zanj leta 1958 prejel Kidričevo nagrado. Janez Kanoni velja za pionirja dispanzerske obravnave psihiatričnih bolnikov zato je njegova zasluga, da so vse večje bolnišnične ustanove na Slovenskem dobile tudi svoje psihiatrične dispanzerje. 
Ravnatelj in direktor bolnišnice na Studencu je bil od leta 1945 do 1966.
Janez Kanoni velja tudi za pionirja ekstremnega turnega smučanja v Sloveniji. Z mladostnim prijateljem Stankom Sotoškom sta opravila številne prvenstvene ture na smučeh 1920 - 1929, z ustanovitvijo Turistično gorniškega društva Skala pa je postal aktiven član planinsko smučarske srenje. Kot vojaški zdravnik 3. graničarske čete v vasici Ničpur na Albansko - Makedonski meji pa je 3. aprila 1931 kot prvi osvojil drugi najvišji vrh Jugoslavije Korab (2764 mnm) in se s smučmi spustil v dolino Radike.

## Priznanja
Napredovanja
- rezervni kapetan JLA (?)

Odlikovanja
- Red dela II. stopnje, štev. 205
- Red za hrabrost
- Red partizanske zvezde III. stopnje
- Red zaslug za narod II. stopnje
- Red zaslug za narod z zlato zvezdo
- Red dela z zlatim vencem
- Red dela z rdečo zastavo, štev. 28
- Prejemnik zlate plaketa Mesta Ljubljana
- Prejemnik zlate plakete ZZB NOV 1972
- Prejemnik posebnega priznanja OF 1974
- nosilec Partizanske spomenice 1941 štev. 14450

Komisija za poimenovanje ulic in trgov pri Mestni občini Ljubljana je leta 2009 sprejela sklep, da se del ceste Studenec, ki preči Zaloško cesto pri križišču s Chengdujsko cesto poimenuje Kanonijeva cesta.